# Pumpkin Queen

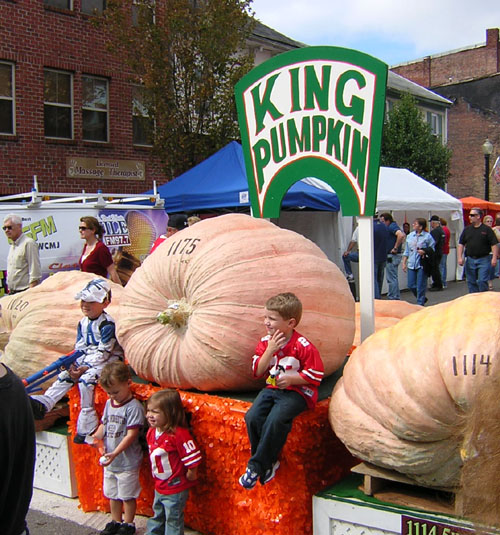
Rey Calabaza

Pumpkin Queen («Reina de la calabaza») es un título que se otorga en muchos concursos de belleza estadounidenses que se celebran en otoño. Los concursos para elegir una reina de la calabaza suelen tener lugar durante las fiestas. En algunos festivales, una variedad de concursantes, desde bebés hasta niños, compiten por otros títulos de calabazas. Estos incluyen «Miss Pumpkin», «Pumpkin Princess», «Mister Pumpkin» y «Pumpkin Seed». En la ficción, el título también puede hacer referencia al gobernante de un mundo de fantasía otoñal.

## Historia
Los festivales de la calabaza en varios estados de Estados Unidos incluyen concursos para seleccionar una reina de la calabaza. El Circleville Pumpkin Show es el espectáculo de calabazas más antiguo de Ohio; se celebra anualmente desde 1903. El festival atrae a grandes multitudes de hasta medio millón de personas. A partir de 1933, el festival comenzó a seleccionar una Miss Pumpkin. El festival fue cancelado en 2020 debido a la pandemia de COVID-19. El festival también fue cancelado en otras tres ocasiones relacionadas tanto con la Primera Guerra Mundial como con la Segunda Guerra Mundial.
Durante cincuenta años, la ciudad de Spring Hope, Carolina del Norte, ha celebrado un concurso para seleccionar a la Miss Pumpkin Queen de Spring Hope junto con el Festival Nacional de la Calabaza Spring Hope. Desde 1964, Barnesville, Ohio, alberga el Festival de la Calabaza de Barnesville, donde también tienen un concurso de reinas. En el condado de Rutland, Vermont, cada año se corona una Reina de las Calabazas, y desde 1964 se organiza el té y el desfile de la Princesa Calabaza de Halloween.
El Festival de la Calabaza de Virginia Occidental selecciona una Reina del Festival de la Calabaza, una Adolescente, una Señora, una Señora, y eligen una variedad de otros concursantes para ostentar títulos de calabazas, desde bebés hasta niños. En Confluence, Pensilvania, organizan un concurso de reinas del PumpkinFest en el evento que llaman PumpkinFest. A partir de 1971, Spring Hope, Carolina del Norte, organiza un Festival de la Calabaza donde coronan a una Reina Calabaza.

### Pumpkin Princess
Algunos festivales involucran a concursantes más jóvenes y confieren el título de Pumpkin princess («Princesa de la calabaza»). Morton, Illinois, alberga anualmente el Festival de la Calabaza de Morton y le ha dado a su ciudad el título de «Capital Mundial de la Calabaza». Cada año coronan a una Princesa Calabaza en el festival. El certamen sólo está abierto a niños de entre cinco y seis años. El certamen en Confluence, Pensilvania, otorga títulos a niños pequeños y bebés con títulos como Pumpkin Tot y Mister Pumpkin. El Festival de la Calabaza de Spring Hope, Carolina del Norte, corona una semilla de calabaza bebé durante su Festival de la Calabaza.

## En ficción
Varias obras de ficción tienen títulos que incluyen una Reina Calabaza o Princesa Calabaza. Long Live the Pumpkin Queen es un libro de Shea Ernshaw sobre una joven que es coronada Reina Calabaza. The Pumpkin Queen es un cortometraje dirigido por Angie Hansen. La película trata sobre un científico que quiere vengarse de la Reina Calabaza del condado de Monroe.